# ジョン・イサーク・ブリケ

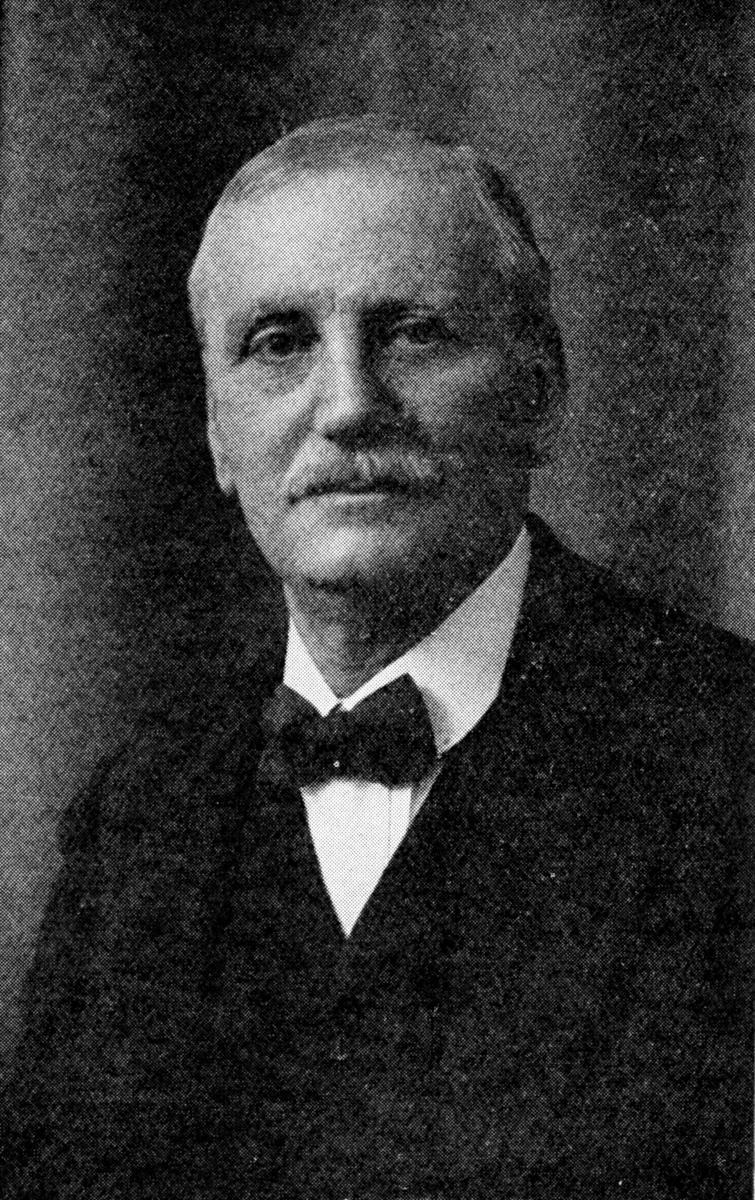
John Briquet

ジョン・イサーク・ブリケ（John Isaac Briquet 、1870年3月13日 - 1931年10月26日）は、スイスの植物学者である。ジュネーヴ植物園（Conservatoire et Jardin botaniques de la ville de Genève）の園長を務めた。

## 略歴
ジュネーヴで紙商人の息子に生まれた。ジュネーヴ、ベルリンで自然科学を学び、ジャン・ミューラー（Johann Müller、Johannes Müller Argoviensis）のもとで博士号を得た。ジュネーヴ植物園の学芸員を務め、1906年から没するまでは園長を務めた。植物の分類学を専門として、コルシカ島や北アメリカの顕花植物の分類研究を行い、エミール・ブルナー（Émile Burnat）とマリタイム・アルプス（アルプス南西部）の植物の研究も行った。スイスの植物学の歴史や植物学者の伝記も研究した。オーギュスタン・ピラミュ・ドゥ・カンドールが推進した植物命名規則の国際的的な統一はまだ実現されず、当時、4カ国の命名規則が競合していた状況から植物命名規則の国際的な統一に貢献した。
1912年から1921年の間、スイス生物学会の会長を務め、1930年にケンブリッジ大学から名誉博士号を受けた。
アオイ科の植物の属名、Briquetiaやヒガンバナ科の種、Haylockia briquetii などに献名されている。

## 著作
- エミール・ブルナー, François Cavillierと共著: Flore des Alpes Maritimes, 7 巻, 1892 - 1931
- René Verriet de Litardièreと共著: Prodrome de la flore Corse, 1910
- Biographies des botanistes suisses, 1906